# Короткий, Николай Андреевич
Никола́й Андре́евич Коро́ткий (1920—1993) — сержант Рабоче-крестьянской Красной Армии, участник Великой Отечественной войны, Герой Советского Союза (1945).

## Биография
Николай Короткий родился 6 ноября 1920 года в станице Гривенская (ныне — Калининского района Краснодарского края). После окончания пяти классов школы работал в колхозе. В 1941 году Короткий был призван на службу в Рабоче-крестьянскую Красную Армию. С ноября того же года — на фронтах Великой Отечественной войны. К январю 1945 года сержант Николай Короткий командовал сапёрным отделением 107-го отдельного моторизованного штурмового инженерно-сапёрного батальона 23-й моторизованной штурмовой инженерно-сапёрной бригады 13-й армии 1-го Украинского фронта. Отличился во время форсирования Одера.
В ночь с 25 на 26 января 1945 года Короткий в составе разведывательной группы переправился через Одер в районе населённого пункта Домбзен к югу от Сцинавы. Ему удалось обнаружить вражеские огневые точки, после чего он вызвал огонь на себя. Во время переправы основных сил Короткий построил штурмовой мостик через большую полынью, несмотря на близость вражеского дота, непрерывно обстреливавшего его.
Указом Президиума Верховного Совета СССР от 10 апреля 1945 года сержант Николай Короткий был удостоен высокого звания Героя Советского Союза с вручением ордена Ленина и медали «Золотая Звезда».
После окончания войны Короткий был демобилизован. Проживал в Краснодаре, работал столяром Краснодарского завода радиоизмерительных приборов. Умер в 1993 году. Похоронен в Краснодаре.
Был также награждён орденами Отечественной войны 1-й степени, Славы 2-й и 3-й степеней, рядом медалей.

## Память
- 9 мая 2012 года в станице Гривенской на здании средней школы № 13 установлена мемориальная доска с именем Н. А. Короткого[1].
- Имя Н. А. Короткого увековечено на мемориальной доске, установленной 2 сентября 2013 года в станице Калининской[1].